# Gitta Sereny
Gitta Sereny (Bécs, 1921. március 13. – Cambridge, Egyesült Királyság, 2012. június 14.) magyar-osztrák származású újságíró, író. Érdeklődése középpontjában elsősorban a német Harmadik Birodalom és a szélsőségesen problémás gyermeksorsok álltak.

## Életpályája
Édesapja magyar arisztokrata, Serény Ferdinánd volt. 1948-ban kötött házasságot Don Honeymannel. A náci Németországból előbb Franciaországba, majd Nagy-Britanniába költözött. Oknyomozó újságíróként részt vett a nürnbergi per tárgyalásain, ahol Adolf Hitler építésze, Albert Speer keltette fel az érdeklődését. Speer személyéről – miután személyesen is találkozott vele – monográfiát írt.

## Főbb művei
- The Case of Mary Bell (Mary Bell esete; egy kiskorú gyermekgyilkosról, 1972)
- Albert Speer (Adolf Hitler egykori főépítészéről, 1995)
- The German Trauma, 1938–2001 (A német trauma, 1938-2001); önéletrajzi jellegű írás

### Magyarul
- Albert Speer küzdelme az igazsággal; ford. Liska Endre, Somogyi Pál László; Európa, Budapest, 1998
- A sötétség felé. Az eutanáziától a tömeggyilkosságig; ford. Lázár Júlia; Park, Bp., 2013